# 荒木久美子
荒木 久美子（あらき くみこ、1970年5月19日 -  ）は日本のダンサー、タレント。愛称は「荒木師匠」。
1991年にオープンし一世を風靡したディスコ、ジュリアナ東京でカリスマ的存在となり、「お立ち台の女王」「ディスコの女王」と呼ばれた。

## プロフィール
父は元トニーズのリーダー、トニー荒木である。

### 1990年代
テレビ朝日の「トゥナイト」に出演し、ボディコン、ミニスカ、ハイヒール姿で羽扇子（ジュリセン）を振りかざして踊り、ジュリアナクィーン、扇子の女王、元祖扇子ギャルなどと呼ばれた。乱一世や山本晋也との掛け合いも番組名物となり、ジュリアナブームの顔になった。
アナウンス学校出身で司会やナレーションの仕事をしていた縁でモデルやバラエティタレントとして活躍した後、本を書いたりパラパラのビデオを出したりもしている（1995年当時オリコン9位）。
医師と結婚するものの、価値観の相違から離婚。

### 2000年代
現在は司会の仕事とディスコダンスのショーをクラブ・ディスコのイベントやホテルでの企業のパーティーなどで披露。
また、ネットでの活動もしており、ダウンロード写真集の発売や母親の銀座のお店にも出てそのネタをブログ、メールマガジンなどで執筆もしている。
2007年6月には、かつてジュリアナ東京の仕掛け人だった折口雅博（グッドウィル・グループ）の件でワイドショーなどメディアにたびたび出演していた。しかし折口がジュリアナ時代から芸能プロダクションを経営していた頃までは接点があったようだが、介護事業に進出してからは特に付き合いはないと語っている。
2007年9月『アンルイスと魔法の王国』というパチンコ台のCMに出演。振り付け、衣装、演出などのオファーで出演も同時にする。公園で団地妻たちがディスコ大会をするという風景のもの。昔ディスコでアン・ルイスの曲を踊ったというストーリー設定になっている。
2008年9月、エイベックス主催のイベント、「The Legend of JULIANA'S TOKYO」に青田典子らと共にゲストとして出演した。このイベントに際してダイエットを成功させ、自称「最強の戦闘服」を特注し、ジュリアナクイーンとしての復活を果たした。
2009年6月、ホクト株式会社のCMにおいて振り付けを手掛ける。アニメーションのため本人出演は無し。キノコたちが羽根扇子で踊るという内容。
2009年7月、EMIミュージック・ジャパンより発売された80年代ディスコミュージックのコンピレーションアルバム「アラフォーユーロビート」のCMに出演している。パーティー会場に現れ特大シャンパンを抜き、プールつきガーデンテラスで踊るシーンなど、バブルを意識した構成。企画段階から参加してスタイリストも自ら担当した。8月には発売イベントを六本木のマハラジャにて行った。
前作のヒットを受けて2010年1月、EMIミュージック・ジャパンより「アラフォーユーロビート2」が発売。今回もTVCMに出演、放送は前回と同じ日本テレビ系列で全国ネット。バラ風呂の入浴シーンから始まりダンスシーン、最後は「超ハマるぅ～」の決め台詞で終わる。シャンパンを風呂に注ぐシーンなどでバブル感を演出している。企画、スタイリストに加え、今回はナレーションも担当。
2011年12月7日発売のCD「J-POPディスコ伝説」のCMに出演（ドライブミュージックより発売）。発売時、銀座4丁目交差点の三愛ビル大画面にて2週間ほど荒木師匠のCM映像が流れた。各CDショップでもこのCM映像を流して販促をしていた。
2013年4月一般男性と再婚。
婚活のスクール講師、占い、ヒーリングなどを銀座の飲食店（アプレガール）経営と同時にやっている。2013年5月ルーン占いの教材「5時間でプロになれる！ルーン占い講座」を発売。
2014年からレンアイをカガクする美女活工房という婚活塾をはじめる。
2015年3月銀座のアプレガールを閉店。
2016年3月から江東区でサロンドアプレをオープン。婚活サロンをやっている。
2017年7月に結婚相談所アプレを開業。レンアイをカガクする美女活工房を東京美女活工房に改名。
2018年に育男研究所（イクメンラボラトリー）男性向け婚活塾をスタート。
2019年1月に婚活ファッション専門店アプレ・ガールを始める。
2020年からアプレ・ガール読者モデルを募集。モデルやインフルエンサーの育成を始める。
KONAMIの音楽ゲーム『beatmaniaIIDX14 GOLD』の楽曲『sense2007』のBGA(プレイ画面の横の映像)に金色のボディコンを着てマハラジャ(ディスコ)で踊る姿が収録された。しかし家庭用では衣装の露出度が高くCEROのレーティングをAのままで発売することができないため、汎用ムービーに差し替えられているがアーケード版では現在でも当時のムービーが削除される事無く使われている。

## テレビドラマ出演
- 好好!キョンシーガール〜東京電視台戦記〜 第9話 (2012年12月8日、テレビ東京)

## 公式サイト
- 荒木師匠ネット（ブログ・BBS・写真など）
- 荒木師匠オフィシャルブログ『荒木師匠の修行日記』（アメブロ） ・婚活ファッション専門店アプレ・ガール（アメブロ）
- 荒木師匠の恋愛力ＵＰ！美的生活（楽天ブログ）